# Port lotniczy Abu Rudajs
Port lotniczy Abu Rudajs – lotnisko Egiptu, znajduje się w okolicy Abu Rudajs w muhafazie Synaj Południowy.

## Linie lotnicze i połączenia
| Linia Lotnicza         | Kierunek                   |
| ---------------------- | -------------------------- |
| Petroleum Air Services | Sezonowe czartery: 1. Kair |